# Klassieker
Een klassieker is iets dat een alomtegenwoordig en uniek symbool is van een vergane tijd, hoofdzakelijk vanwege inherente kwaliteit of representatieve status, vaak beschouwd met gevoel van nostalgie.
Het gebruik van de term klassieker kan een subjectief waardeoordeel vormen, wat voor de één een klassieker is, is voor iemand anders een nieuwe ervaring of productkwaliteit. In andere domeinen is een klassieker wél een vastomlijnd begrip. Het werk hoeft niet per se uit een oudere tijd te komen om als "klassieker" bestempeld te worden, men kan ook spreken van een "moderne klassieker".

## Kunst
In bijna alle vormen van kunst zijn klassiekers te vinden. Met name in films en muziek, worden werken klassiekers genoemd. Soms wordt ook in de literatuur deze aanduiding gebruikt, maar dan vooral in aanprijzende teksten of in populaire context; de literaire kritiek spreekt van klassieken.

## Techniek
Een klassieker of oldtimer is de gangbare benaming voor oude auto's en motorfietsen. Diverse landen hebben een officiële definitie om een voertuig oldtimer te mogen noemen; hoewel in bepaalde domeinen het begrip klassieker uitgebreid kan worden naar specifieke noemenswaardige en bekende technische hoogstandjes en/of bijzonder goede ontwerpen. Ook een vrij nieuwe motorfiets wordt door de fabrikant weleens als klassieker aangeduid voor marketingdoeleinden.

## Sport
In de sport wordt met klassieker meestal een sportwedstrijd bedoeld met een lange geschiedenis en grote uitstraling.

### Voetbal
Voorbeelden zijn voetbaltoppers zoals The Old Firm (Celtic – Rangers), een wedstrijd die sinds de 19de eeuw al meer dan 300 maal werd gespeeld. In België duidt de term klassieker op de wedstrijd Club Brugge – Anderlecht. In Nederland is de term De Klassieker gereserveerd voor de altijd beladen wedstrijd Feyenoord – AFC Ajax.

### Wielerklassieker
In het wielrennen heeft het begrip een aparte invulling gekregen. De wielerklassiekers zijn de meest prestigieuze professionele eendaagse wegwielrenwedstrijden in Europa, dit in tegenstelling tot belangrijke etappekoersen zoals de grote rondes. Het eveneens eendaagse wereldkampioenschap wordt gewoonlijk niet als klassieker aangeduid, hoewel ook deze wedstrijd natuurlijk belangrijk is. De meeste van deze races zijn al lange tijd vaste prik voor beroepssporters, en worden elk jaar rond dezelfde tijd gehouden. Enkele voorbeelden zijn Milaan-San Remo, de Ronde van Vlaanderen en Parijs-Roubaix.
De vijf belangrijkste wielerklassiekers worden soms ook de Monumenten genoemd. Drie Belgen, Roger De Vlaeminck, Rik Van Looy en Eddy Merckx, zijn de enigen die ooit de overwinning behaald hebben in alle vijf Monumenten.

### Schaatsen
In het Nederlandse marathonschaatsen bestaan 12 officiële erkende natuurijsklassiekers, die door de bij de Stichting Natuurijs Klassiekers aangesloten ijsverenigingen worden georganiseerd wanneer de vorst dat toelaat. De 12 klassiekers zijn in een natuurijswinter samen met het Nederlands Kampioenschap op natuurijs en een mogelijke Elfstedentocht de meest prestigieuze wedstrijden. De Elfstedentocht zelf heeft officieel niet de status van een klassieker.